# Кронбергс, Юрис
Ю́рис Кро́нбергс (латыш. Juris Kronbergs; 9 августа 1946, Стокгольм — 6 июля 2020) — латышско-шведский поэт и переводчик.

## Биография
Родился в 1946 году в Стокгольме в семье военных беженцев, в 1945 году спасавшихся от советской оккупации. Отец — художник Рудолфс Кронбергс.
В 1966—1974 гг. Ю. Кронбергс изучал северные и балтийские языки, историю литературы в Стокгольмском университете. Также в 60-х—70-х годах он был барабанщиком в латышских рок-группах, а на альбоме Dvēsele uz grīdas («Душа на полу») латышского нидерландского блюз-рок-дуэта Prusaku ansamblis («Ансамбль тараканов»; 1974—75) Кронбергс читает несколько своих стихотворений в музыкальном сопровождении. Этот опыт был продолжен уже в новом тысячелетии, когда вышли компакт-диски, на которых автор читает под музыку свои сборники целиком.
Юрис Кронбергс в 1987—1992 гг. был переводчиком правительства и парламента Швеции и Северного Совета, с 1991 по 1993 гг. — председатель Латвийского ПЕН-клуба, в 1992—2002 гг. — культурный атташе посольства Латвии в Стокгольме.
Кронбергс является главным переводчиком латышской литературы на шведский язык — он переводил народные песни, работы В. Стрелерте, В. Белшевицы, И. Зиедониса, К. Скуениекса, У. Берзиньша, С. Калниете, Я. Элсбергса, Э. Раупса, И. Янсоне и др.; в частности, в 1997 году Кронбергс выпустил 300-страничную антологию латвийской литературы, представляющую сорок писателей (Кронбергом сделаны почти все переводы). Также переводит шведских, датских и норвежских поэтов на латышский язык. Творчество самого поэта переведено на шведский, английский, французский, немецкий, эстонский, турецкий, украинский, армянский, литовский и болгарский языки.
Удостоен премии О. Вациетиса (1988), награды им. З. Лазды (1994), награды Дней поэзии (1997; за сборник Vilks Vienacis), награды переводчиков Латвийского союза писателей (1999), ордена Трёх звёзд (1998), ордена Полярной звезды (2000). Почётный член Латвийской академии наук (2003).
Жил в Стокгольме, воспитывал четырёх сыновей.

## Творчество
Юрис Кронбергс дебютировал в 1970 году со сборником Pazemes dzeja («Поэзия подземелья»), который в консервативной латышской общественности за рубежом вызвал возмущение, а в новом поколении — восторг. Эти тексты являются одной из наиболее ярких проекций бунта молодёжи 60-х годов в латышской литературе. Лирический герой в нём показан как немного анархистски, немного левонастроенный интеллектуал.
Следующие сборники — Iesnas un citi dzejoļi («Насморк и другие стихотворения», 1971), Biszāles (1976), Tagadnes («Настоящие», 1990), Mana latviskā ikdiena («Мои латышские будни», 1994) — напротив, были выдержаны в значительных минорных тональностях, однако скепсис и ирония автора чувствуются и в них — в отношении и к обществу, и к традиционным формам и языку поэзии.
В 1989—1992 гг., когда Латвия вернула независимость, вместе с поэтом Улдисом Берзиньшем написан сборник Laiks («Время», 1994), половину которого сочинил Берзиньш, половину — Кронбергс, к тому же часть текстов Кроберга сначала сочинена по-шведски, потом их перевёл Берзиньш.
Книга Vilks Vienacis («Волк Одноок», 1996) опубликована как двуязычное — на шведском и на латышском — издание). Она появилась из болезни автора — он внезапно и стремительно терял зрение. Эту деформацию мира Кронбергс попробовал воспроизвести в поэзии, где Одноглазый волк, с одной стороны, — автобиографический образ, а с другой — чрезвычайно ёмкая и действенная метафора из скандинавской мифологии.
Сборник Notikumu apvārsnis («Горизонт событий», 2002) датирован на редкость точно: 11 сентября — 3 ноября 2001 года. Автор в ведении говорит, что 10 сентября участники круглого стола европейской поэзии договорились, что поэзия всё же может сделать мир немного лучше (см. «Террористические акты 11 сентября 2001 года»). В книге сплетаются нити из всевозможных времён и земель. Так, читатель может «попасть» в Древнюю Месопотамию, где более четырёх тысяч лет назад появился Эпос о Гильгамеше — «яйцо первоначала», из которого «вылупилась» литература. Сейчас на месте Междуречья находится Ирак; далее на восток через Иран — Афганистан, родина поэта XIII века Руми (тень которого также мелькает на «горизонте событий»). То есть Ближний и Средний Восток — место встречи великих культур древности и средневековья с исламистским терроризмом. Сборник начинается цитатой известного физика-теоретика Стивена Хокинга; также название самого сборника является заимствованием придуманного Хокингом понятия event horizon — «горизонт событий». Связь лирики и физики характеризует отношение Кронберга к поэзии: в то время, когда создавался Эпос о Гильгамеше, поэзия не была отделена от науки, она была рациональным анализом мира. Да и сейчас и поэт, и учёный соприкасаются с одними и теми же сущностями — вечностью и бесконечностью. У обоих общая проблема — назвать то, у чего вовсе нет названия.

### Поэзия
- Pazemes dzeja (1970)
- Iesnas un citi dzejoļi (1971)
- Biszāles. Стокгольм: Daugava (1976)
- De närvarande/ Присутствующие. Стокгольм: Norstedt&Söners Förlag — шв. яз. (1984)
- Par īstenību, četrām sāpēm un bezizejas istabu. R.: Artava (1989)
- Tagadnes. Стокгольм: Daugava (1990)
- Laiks/ вместе с Улдисом Берзиньшем. R.: Zinātne (1994)
- Mana latviskā ikdiena/ сборник. Rīga (1994)
- Varg Enögd/ Волк Одноок. R.: Minerva (1996)
- Notikumu apvārsnis. R.: Jumava (2002)
- Vilks Vienacis. CD/ K. Graša mūzika (2003)
- Varg Enögd. CD/ K. Graša mūzika (2004)
- Rudens mani raksta. R.: Valters un Rapa (2005)
- Peti-šu. R.: Neputns (2005)
- Hötorgshallen och andra dikter. CD/ K. Graša mūzika. Bokbandet (2008)
- Vilks Vienacis. R.: Mansards (2008)
- Trimdas anatomija. R.: Mansards (2009)

### Переводы
- Frick L. Vai aļņi ēd suņus? [со шв. яз., детск. кн.]. Стокгольм: Atvase (1983)
- Mani zviedri [сборник совр. шв. поэзии, сост. и перев.]. R.: Nordik (2000)
- Bergs B. No meža tu esi nācis/ вместе с Кнутсом Скуениексом. R.: Mansards (2008)